# هان بينغ
هان بينغ (بالصينية: 韩鹏) ، من مواليد 13 سبتمبر 1983 في لينيي في الصين ، لاعب كرة قدم صيني.
و قد بدأ باللعب مع نادي شاندونغ في عام 2001.
و هو يلعب مع منتخب الصين لكرة القدم منذ عام 2006.

## كأس آسيا 2007
و قد سجل هدفين في مرمى منتخب ماليزيا لكرة القدم.

## روابط خارجية
- هان بينغ على موقع قاعدة بيانات كرة القدم.إي يو (الإنجليزية)
- هان بينغ على موقع ناشيونال فوتبول تيمز (الإنجليزية)
- هان بينغ على موقع Soccerway.com (الإنجليزية)
- هان بينغ على موقع كووورة
- هان بينغ على موقع أوليمبيديا (الإنجليزية)
- هان بينغ على موقع اللجنة الأولمبية الصينية (الإنجليزية)